# 新都ホールディングス
新都ホールディングス株式会社（しんとホールディングス）は、東京都豊島区に本社を置く衣類商社である。カジュアル衣料の卸売りを行なっている。

## 沿革
- 1984年1月 - 墨田区東駒形にて株式会社クリムゾンとして設立。衣類卸売事業を開始[3]。
- 1984年8月 - 衣類小売事業に進出。
- 1990年5月 - 本社を墨田区亀沢に移転。
- 1998年2月 - 墨田区亀沢に自社ビルを建設し、本社を同ビルに移転。
- 2001年1月 - 本社を中央区日本橋に移転。
- 2003年7月17日 - JASDAQ上場。
- 2007年10月- 監査法人より過去2年に亘り、在庫の水増しなどの不適切な処理を指摘され、同月、JASDAQより、監理ポストに割当てられる[4]。
- 2007年12月 - 本社を墨田区亀沢の自社ビルに戻す[5]。
- 2009年9月- 本社を墨田区錦糸のアルカイースト16Fに移転[6]。
- 2011年7月 - 本社を墨田区亀沢の自社ビルに再び戻す[7]。
- 2013年8月 - 本社を墨田区江東橋に移転[8]。
- 2014年4月 - 2014年1月期決算で債務超過となり、上場廃止猶予期間入り[9]。
- 2014年10月 - 大都（香港）實業有限公司を割当先とする第三者割当増資を行い、同社が筆頭株主となる[10]。
- 2015年4月 - 2015年1月期決算で債務超過を解消したため、猶予期間入り銘柄から解除[11]。
- 2017年4月 - 2017年1月期決算で債務超過及び業績基準抵触により、上場廃止猶予期間入り[12]。
- 2017年10月 - 新都ホールディングス株式会社に商号変更[13]。
- 2018年4月 - 2018年1月期決算で債務超過を解消し営業キャッシュフローもプラスとなったため、猶予期間入り銘柄から解除[14]。
- 2018年7月 - 本社を豊島区北大塚に移転[15]。

## 事業内容
- 卸売事業 - 衣類の卸売
- ライセンス事業 - 海外ブランドのライセンス管理・サブライセンス供与